# Šárovcové z Šárova
Šárovcové ze Šárova byli starý moravský šlechtický rod.

## Historie

### Středověk
Jméno a původ moravského vladyckého a rytířského rodu sahají do první poloviny 13. století a bývají odvozeny ze zaniklé tvrze Šárov(y) u Napajedel na Zlínsku. Archeologické nálezy dosvědčují její středověký původ. V písemných pramenech se Šarov připomíná v roce 1360 v predikátu Jana a Oneše ze Šarova.  
Na Prostějovsku Šárovcové drželi statky Ptení, Přemyslovice, Krumsín, Hluchov aj.  
Česká větev se poprvé spojuje s Bořkem Šárovcem ze Šárova, který se roku 1400 připomíná jako plátce Svatovítské kapituly a z roku 1413 se dochovala jeho znaková pečeť s helmem a s predikátem, zatímco jiný příslušník rodu Matěj z Nové Vsi(u Kolína) toto erbovní znamení neměl.
Úspěšný byl moravský Matěj Šárovec již roku 1384, a také Jan I. Šárovec, který patřil k dvořanům krále Václava IV., například roku 1409 se zmiňuje mezi jeho vyslanci u papeže v Itálii.
V husitských válkách bojovali Šárovcové vždy na straně kališníků. I v době poděbradské podporovali Šárovcové krále Jiřího z Poděbrad a veleli obraně hradů Lanšperka nebo Cornštejna na Znojemsku. Na konci 15. století drželi čeští Šárovcové statky v okolí Prahy Říčan, Novou Ves, Ledce, Jeníkovice a tvrz Srub nad Ledci, dále na Chrudimsku, např. (Slatiňany), a v Podkrkonoší Šárovcovu Lhotu.

### Raný novověk
Česká rodová větev:
- Daniel Šárovec z Šárova a v Ledcích (kolem 1482) proslul bojovností, stejně tak jeho synové Petr a Jan a vnuci Václav, Čeněk a Zdeněk.[5]
- Václav, syn Zikmundův, byl ve třicátých letech 16. století hejtmanem chrudimského kraje, movitým a mocným rytířem. Za odpor proti králi a zemským soudcům byl roku 1536 uvězněn, mučen a v lednu 1537 v Praze na Pohořelci stětím popraven.[6] Jeho dramatický život posloužil roku 1952 jako námět opery Hejtman Šarovec, kterou podle libreta Františka Kožíka složil Karel Horký.[7]
- Jan Václav Šárovec, poslední žijící příslušník české větve, se roku 1618 zapojil do stavovského povstání, statek mu však nemohl být zabaven, protože ho již prodal. Zemřel asi roku 1626 a jím česká rodová větev vymřela.

Moravsko-slezská větev:
její příslušníci zastávali v 15.,16. a 17. století na Moravě a ve Slezsku vysoké zemské úřady 
- Jakub Šárovec ze Šarov a Krumsíně byl od roku 1481 až do roku 1520 nejvyšším hofrychtéřem (dvorským sudím) Markrabství moravského. Na Zemském sněmu byl předsedou rytířského stavu.
- Jan III. Šárovec z Šárov a na Ptení roku 1543 dlužil peníze své manželce Johance z Adlaru.[8]
- Hynku Šarovcovi ze Šarov a na Ptení byly, za účast na Stavovském povstání v letech 1618-1620, konfiskovány dvě třetiny majetku, včetně zámku v Ptení.
- Kryštof Vellen st. Šárovec ze Šárova byl radou a nejvyšším písařem knížectví Opavského (1665)
- Jan Kryštof na Opavsku
- Jan Rudolf – kolem roku 1730 dal postavit zámek ve Hněvošicích u Opavy. Jeho potomci přesídlili do Pruska.[9]

Sňatky byli spřízněni s Martinici, s pány z Adlaru, z Bukůvky nebo z Tamfeldu.

## Erb
V červeném nebo modrém štítě zlatá krokev s korouhvičkou. Zlatě korunovaná helma s červeno-zlatými nebo modro-zlatými přikryvadly. Klenotem je nejčastěji rovněž krokev, někdy též ruka s mečem.